# Józef Hofmann
Józef Kazimierz Hofmann (n. 20 ianuarie 1876, Cracovia — d. 16 februarie 1957, Los Angeles) a fost un pianist și compozitor polonez, naturalizat american. A fost unul dintre cei mai mari pianiști din toate timpurile.